# Van vietnamita
Il văn (文) (o cash) vietnamita è una moneta fusa circolare con un foro centrale.
È lo stesso tipo di monete che è circolata in estremo oriente per secoli: wén cinese, mon giapponese e mun coreano.

## Storia
Le prime monete vietnamite furono fuse sotto la dinastia Đinh (968-981).
La monete fuse (cash) circolavano nel XIX secolo accanto a lingotti d'argento e d'oro ed anche a monete d'argento e d'oro note come tien. Furono coniati pezzi fino a 10 tien, e le monete da 7 tien in oro ed argento erano simili come misure e peso a quelle spagnole da 8 real e da 8 escudo. Queste monete continuarono ad essere emesse anche nel XX secolo anche se gradualmente soppiantate dalla coniazione coloniale francese.
Dopo l'introduzione della monetazione moderna con la piastra della Cocincina da parte della Francia nel 1878, i cash rimasero in circolazione fino al 1945 ed erano valutati circa 500-600 cash per una piastra.

## Cashconiati a macchina
Ci furono diversi sforzi dell'amministrazione francese di produrre dei cash coniati a macchina e denominati sapeque in francese:

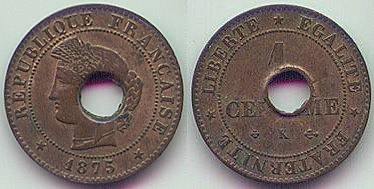
Cocincina francese 1/1000 piastra 1878 (rame)
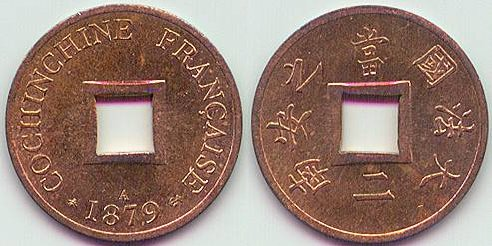
Cocincina francese 1/500 piastra 1879 (rame)
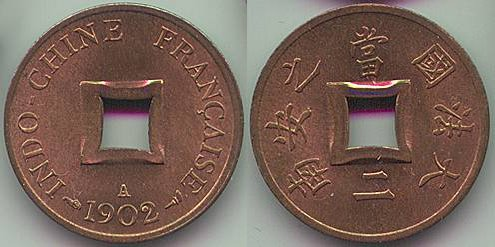
Indocina francese 1/500 piastra 1902 (rame)
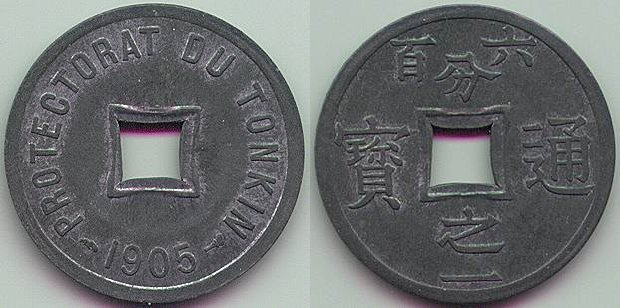
Tonchino 1/600 Piastre 1905 (zinco)

Gli imperatori Khải Định (1916-1925) e Bảo Đại (1925-1945)
produssero cash sia fusi che battuti a macchina.
L'ultimo imperatore il cui nome è stato scritto su un cash, Bảo Đại, è morto nel 1997.